# Tillandsia copynii
Tillandsia copynii là một loài thực vật có hoa trong họ Bromeliaceae. Loài này được Gouda miêu tả khoa học đầu tiên năm 1988.